# Bor (Niğde)
Pour les articles homonymes, voir Bor.
Bor est une ville et un district de la province de Niğde, dans la région de l'Anatolie centrale, en Turquie.

## Histoire
Le site archéologique de Kınık Höyük, citadelle et lieu de passage notable à l'époque néo-hittite, se trouve au nord de la plaine de Bor.